# 武田弘光
武田弘光（日语：／ Takeda Hiromitsu，5月27日—）是日本男性成人漫画家，並經營同人社團「真珠貝」。

## 人物
高校時代在自作網站登載CG，被人發現邀請加入同人社團，該社團日後成立遊戲公司的品牌「HOOK」。但由於對公司不滿而很少出現，重心轉向同人和委辦工作方面上。離開公司在富士見書房發行的《月刊Dragon Age》連載漫畫《魔劍姬！》至今。
成人作品風格擅長純愛與綠帽並行；現仍參予成人遊戲原畫工作。

## 主要作品

### 一般漫畫
- 魔劍姬！（マケン姫っ!，富士見書房，全24卷）

### 成人漫畫
- 傲嬌好色（ツンデロ，Core Magazine，全1冊）
- いま❤りあ
- 姐妹的飼主(シスターブリーダー)

### 成人遊戲
- （HOOK）
- （HOOK）
- （ピンポイント）
- （ピンポイント）

### 同人誌
- 真珠貝系列

## 外部連結
- PEARL SHELL→失效連結→
- 武田弘光的X（前Twitter）
- 武田弘光的pixiv